# Beatriče Žbona Trkman
Beatriče Žbona Trkman (Merna, 18 ottobre 1949 – 1º aprile 2015) è stata un'archeologa jugoslava, dal 1991 slovena.

## Biografia
È nata nella famiglia dell'ufficiale Boris Zbon. Si è laureata nel 1975 alla Facoltà delle Arti di Ljubljana con il diploma in archeologia. Dopo la laurea è stata assunta al Museo di Gorizia. Ha partecipato a diversi scavi archeologici. Si è arricchita di una serie di siti nuovi o recentemente confermati (Bilje, Merna-Castagnevizza, Kanal, Kanal ob Soči, Miren, Orehovlje, Šmartno, Brda, Štanjel, Vitovlje), e soprattutto i suoi punti salienti sono stati i suoi scavi del deposito dell'età del bronzo a Kanalski Vrh e la chiesa di Sv. Urha in Tolmin con dei resti di origine slava. Ha scritto diversi articoli da solitaria o co-autrice dei libri. La sua bibliografia copre 31 circa tra libri ed articoli di diverse riviste specializzate sull'archeologia.